# Cratere Gujiang
Gujiang è un cratere sulla superficie di Marte.